# José Almanza
José Francisco Almanza Jarquín (ur. 24 lutego 1996 w Tijuanie) – meksykański piłkarz występujący na pozycji środkowego pomocnika, od 2023 roku zawodnik gwatemalskiej Guastatoyi.